# NGC 2290
NGC 2290 (również PGC 19718 lub UGC 3562) – galaktyka spiralna (Sa), znajdująca się w gwiazdozbiorze Bliźniąt. Odkrył ją William Herschel 4 lutego 1793 roku.